# Let the Good Times Roll (piosenka Shirley and Lee)
Let the Good Times Roll – piosenka nagrana przez Shirley and Lee w roku 1956. Napisana została przez duet – Shirley Goodman i Leonarda Lee. Utwór dotarł do miejsca 48. na Billboard Hot 100.
Wcześniej powstała kompozycja pod tym samym tytułem nagrana przez Louisa Jordana. Na późniejszych wersjach utworu wykonywanego przez duet, autorzy tego pierwszego dzieła – Sam Theard i Fleecie Moore – byli wspomniani jako współautorzy nagrania Shirley and Lee.

## Inne wersje
Piosenka została nagrana przez wielu artystów, m.in.:
- The Righteous Brothers
- The Searchers
- Joe Strummer[5]
- Roy Orbison
- Conway Twitty
- Barbra Streisand
- George Clinton i Red Hot Chili Peppers
- Slade
- The Animals